# Витал’О
«Витал’О» (фр. Vital'O FC) — бурундийский футбольный клуб из города Бужумбура. Выступает в Премьер лиге Бурунди. На 2020 год имеет 20 чемпионских титулов и 14 побед в Кубке Бурунди. Единственная команда из Бурунди, выигравшая международный трофей — Клубный Кубок КЕСАФА (2013).
Основан в 1960 году как Rwanda Club FC. В 1971 году сменил название на Alteco, затем в 1973 — на Tout Puissant Bata, после чего произошло его слияние с клубом Rapid и обретение нового названия — Espoir. Под нынешним названием выступает с 1975 года.
Домашние матчи проводит на стадионе «Принц-Луи-Рвагасоре», вмещающем 22 000 зрителей.

## Достижения
- Премьер лига Бурунди: 20

1971, 1979, 1980, 1981, 1983, 1984, 1986, 1990, 1994, 1996, 1998, 1999, 2000, 2006, 2007, 2009, 2010, 2011/12, 2014/15, 2015/16
- Кубок Бурунди: 14

1982, 1985, 1986, 1988, 1989, 1991, 1993, 1994, 1995, 1996, 1997, 1999, 2015, 2018
- Финалист Кубка обладателей кубков КАФ в 1992 (проиграли Африка Спортс с Кот-д'Ивуара).

## Международные соревнования
- Лига чемпионов КАФ: 6

1999: Второй раунд
2000: Второй раунд
2001: Первый раунд
2007: Preliminary Round
2008: Preliminary Round
2010: Preliminary Round
2011:
- Кубок конфедераций КАФ: 1

2009: Preliminary Round
- Клубный кубок африки: 5

1982: Первый раунд
1984: Первый раунд
1985: Четвертьфинал
1991: Второй раунд
1993: Первый раунд
- Кубок КАФ: 1

1996: Preliminary Round
- Кубок обладателей кубков КАФ: 9

1983: Первый раунд
1986: Первый раунд
1983: Четвертьфинал
1989: Первый раунд
1990: Четвертьфинал
1992: Финалист
1995: Второй раунд
1996: Первый раунд
1998: Первый раунд

## Известные игроки
- Малик Джабир
- Стенли Ндувайо
- Саиди Нтибазонкиза